# Górki Napękowskie
Górki Napękowskie – wieś w Polsce położona w województwie świętokrzyskim, w powiecie kieleckim, w gminie Bieliny.

## Informacje ogólne
W latach 1975–1998 miejscowość administracyjnie należała do województwa kieleckiego.
Górki Napękowskie dzielą się na: Górki, Kepy, Podkamień.
Górki Napękowskie liczą ok. 55 domów. Sąsiadują (drogami dojazdowymi) z trzema miejscowościami: od północy z Bielinami, od południa z Napękowem, natomiast od zachodu ze Skorzeszycami.
Wieś leży w otulinie Świętokrzyskiego Parku Narodowego i Cisowsko-Orłowińskiego Parku Krajobrazowego

## Części wsi
| SIMC    | Nazwa       | Rodzaj     |
| ------- | ----------- | ---------- |
| 0227643 | Górki       | przysiółek |
| 0227666 | Na Kamieniu | część wsi  |

## Historia
Pierwszy murowany dom został wybudowany ok. 1965 roku. Wieś zelektryfikowano dość późno, bo dopiero w 1974 roku. Pierwszy telefon zadzwonił ok. 1988 roku, linię telefoniczną dla wszystkich mieszkańców podłączono w 1996 roku. Około 1994 roku założono wodociąg.
Dojazd drogą powiatową do tej miejscowości jest od 1985 roku, wtedy to polną drogę wyłożono kamieniem, a nawierzchnię pokryto asfaltem w 1987 roku. Droga gminna Górki Napękowskie – Skorzeszyce została wyremontowana w 2009 roku.
Dawniej we wsi była cegielnia.